# リチャード・ヒューズ (競馬)
リチャード・ヒューズ（Richard Hughes、香港表記：夏偉卓、1973年1月11日 - ）は、イギリスを拠点とする元騎手、現調教師。アイルランド・ダブリン出身。父は障害の名調教師でもあったデジー・ヒューズ、義父はイギリスリーディングにもなった名伯楽リチャード・ハノン（2013年調教師引退）。現在は義理の弟でもあるリチャード・ハノンJr厩舎の主戦騎手を務めている。
約5フィート10インチ(約178センチ)と騎手にしては長身である。

## 来歴
1988年、3月19日にナース競馬場の未勝利戦で騎手デビュー。
1993年、3月にヤングジョッキーズワールドチャンピオンシップ出場のために来日し、日本での初騎乗を果たす。
1995年、イタリア大賞でG1初勝利。
1997年にはアイリッシュチャンピオンハードルを勝ち、障害G1も制覇した。
2001年から2007年まで、ハーリド・ビン・アブドゥッラー殿下と主戦契約を結ぶ。
2003年にはオアシスドリームとのコンビでジュライカップに勝ち英G1初制覇。このコンビでは続くナンソープステークスも勝ちG1連勝。オアシスドリームはこの年のカルティエ賞最優秀スプリンターに輝いた。
なお、2003年11月より短期免許取得で10年ぶりに日本で騎乗したが、騎乗停止等もありあまり勝つことはできなかった。
2012年、10月15日のウインザー競馬場で、ランフランコ・デットーリの記録に並ぶ1日7勝（全8レース中）を達成。また、この年172勝をあげて初のイギリス平地競走年間最多勝騎手。
2013年、スカイランターンとのコンビで1000ギニーに勝利し待望の英クラシック初制覇。またオークスではタレントとのコンビで優勝し、別馬での牝馬クラシック二冠を達成した。この年208勝をあげて2年連続のイギリス平地競走年間最多勝騎手に輝いた。また、12月には第27回ワールドスーパージョッキーズシリーズに初出場。49Pを獲得し初出場で初優勝を達成した。(翌年のワールドスーパージョッキーズシリーズにも出場したが20Pで9位)
2014年、161勝をあげて3年連続のイギリス平地競走年間最多勝騎手を達成。
2015年7月19日、夏のグッドウッド開催を最後に現役引退。引退後は調教師の道に進む。

## 主な勝ち鞍

### イギリス
- 1000ギニー（2013年Sky Lantern）
- オークス（2013年Talent）
- チェヴァリーパークステークス（2006年Indian Ink、2014年Tiggy Wiggy）
- コロネーションステークス（2007年Indian Ink、2013年Sky Lantern）
- ファルマスステークス（2010年Music Show）
- スプリントカップ（2004年Tante Rose）
- ジュライカップ（2003年Oasis Dream）
- キングズスタンドステークス（1995年Piccolo(当時G2)、2014年Sole Power）
- ロッキンジステークス（2010年Paco Boy、2011年Canford Cliffs）
- ナッソーステークス（2010年The Fugue）
- ナンソープステークス（2003年Oasis Dream、2014年Sole Power）
- クイーンアンステークス（2009年Paco Boy、2011年Canford Cliffs、2014年Toronado）
- クイーンエリザベス2世ステークス（2013年Olympic Glory）
- セントジェームズパレスステークス（2010年Canford Cliffs）
- サセックスステークス（2010年Canford Cliffs、2013年Toronado）
- サンチャリオットステークス（2013年Sky Lantern）
- フィリーズマイル（2013年Chriselliam）

### アイルランド
- アイリッシュ2000ギニー（2010年Canford Cliffs）
- モイグレアスタッドステークス（2012年Sky Lantern）
- アイリッシュチャンピオンハードル（1997年Cockney Lad）

### フランス
- サンクルー大賞（2008年Youmzain）
- プール・デッセ・デ・プーラン（2004年American Post）
- プール・デッセ・デ・プーリッシュ（2002年Zenda）
- ディアヌ賞（2003年Nebraska Tornado）
- ジャンプラ賞（2010年Dick Turpin）
- ジャン・リュック・ラガルデール賞（2003年American Post、2012年Olympic Glory）
- クリテリウムドサンクルー（2006年Passage of Time）
- カドラン賞（1998年Invermark）
- イスパーン賞（2001年Observatory）
- ムーラン・ド・ロンシャン賞（2003年Nebraska Tornado）

### イタリア
- イタリア大賞（1995年Posidonas）
- デルビーイタリアーノ（1996年Bahamian Knight）
- ヴィットーリオ・ディ・カープア賞（1996年Mistle Cat）

### アメリカ
- ブリーダーズカップ・ジュヴェナイルフィリーズターフ（2013年Chriselliam）

### その他
- アルクォズスプリント（2015年Sole Power）